# Larissa Jurjewna Selesnjowa
Larissa Jurjewna Selesnjowa (russisch Лариса Юрьевна Селезнёва; * 12. September 1963 in Leningrad) ist eine ehemalige russische Eiskunstläuferin, die im Paarlauf für die Sowjetunion startete.
Ihr Eiskunstlaufpartner war Oleg Makarow. Sie trainierten bei Igor Moskwin. 1980 und 1981 wurden Selesnjowa und Makarow Juniorenweltmeister. 1984 hatten sie ihr Debüt bei den bedeutenden internationalen Turnieren der Senioren. Sie beendeten ihre erste Welt- und Europameisterschaft auf dem vierten Platz und gewannen bei den Olympischen Spielen in Sarajevo sogleich die Bronzemedaille. 1985 wurden Selesnjowa und Makarow zum ersten Mal sowjetische Meister. Mit starken parallelen Dreifachsprüngen gewannen sie mit Silber bei der Weltmeisterschaft in Tokio und der Europameisterschaft in Göteborg auch ihre ersten Medaillen. Dabei verpassten sie nur knapp die Goldmedaille hinter den Olympiasiegern Jelena Walowa und Oleg Wassiljew.
Selesnjowa und Makarow konnten den Aufwärtstrend, den sie seit dem Beginn ihrer Karriere erfahren hatten, jedoch nicht fortsetzen. Sie wurden weniger konstant in den folgenden Jahren. Bei den Weltmeisterschaften 1986 und 1987 sowie den Olympischen Spielen 1988 machten sie Fehler und verfehlten als Vierte eine Medaille. 1988 gewannen sie mit Bronze hinter ihren Landsleuten Walowa und Wassiljew sowie Jekaterina Gordejewa und Sergei Grinkow ihre letzte Medaille bei Weltmeisterschaften. Bei den Europameisterschaften waren sie dagegen erfolgreicher. 1988 und 1990 wurden sie Vize-Europameister und 1987 in Sarajevo und 1989 in Birmingham Europameister. Bei den sowjetischen Meisterschaften errangen sie in den Jahren 1988 bis 1990 ihre Titel zwei bis vier. 1990 beendeten sie ihre Karriere.
Selesnjowa und Makarow sind verheiratet und arbeiten zurzeit als Trainer im Ice Time Sports Complex in Newburgh, New York. Sie haben eine Tochter und einen Sohn. Ihre Tochter ist die russische Meisterin von 2010, Xenia Makarowa.

## Ergebnisse

### Paarlauf
(mit Oleg Makarow)
| Wettbewerb / Jahr           | 1979 | 1980 | 1981 | 1982 | 1983 | 1984 | 1985 | 1986 | 1987 | 1988 | 1989 | 1990 |
| --------------------------- | ---- | ---- | ---- | ---- | ---- | ---- | ---- | ---- | ---- | ---- | ---- | ---- |
| Olympische Winterspiele     |      |      |      |      |      | 3.   |      |      |      | 4.   |      |      |
| Weltmeisterschaften         |      |      |      |      |      | 4.   | 2.   | 4.   | 4.   | 3.   |      | 4.   |
| Europameisterschaften       |      |      |      |      |      | 4.   | 2.   |      | 1.   | 2.   | 1.   | 2.   |
| Juniorenweltmeisterschaften | 2.   | 1.   | 1.   |      |      |      |      |      |      |      |      |      |
| Sowjetische Meisterschaften |      | 1.J  | 1.J  |      |      |      | 1.   |      |      | 1.   | 1.   | 1.   |

- J = Junioren